# Рідкофазне спалювання твердих побутових відходів
Рідкофазне спалювання твердих побутових відходів

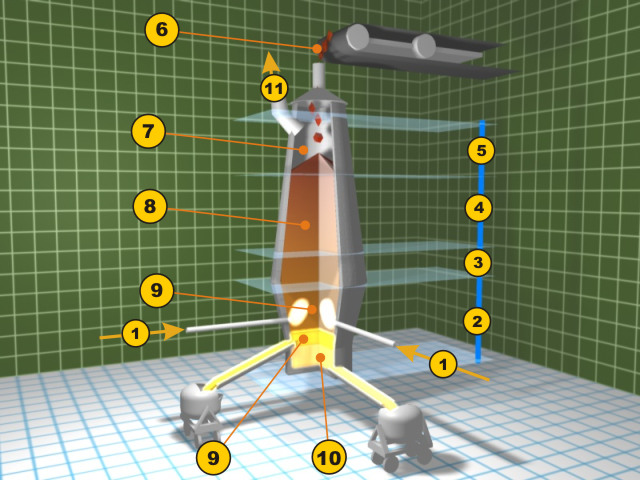
Будова доменної печі

## Спалювання ТПВ в шахтній печі
Одним з ефективних способів знищення ТПВ є використання шахтної печі на основі доменної печі.
Для використання доменної печі для утилізації ТПВ необхідно внести деякі зміни в її конструкцію. У доменній печі роблять повітряні фурми (3-5 шт.), що подають в піч гаряче повітря не на звичайному рівні (трохи вище ванни рідких продуктів плавки в печі), а на рівні рідкої металевої ванни. Решта фурми такої печі залишаються на тому ж місці.
Також зміна конструкції печі дає можливість значно підвищити температуру рідких продуктів в печі 200-300 ° С, дозволяє вводити в шихту вугілля (замість коксу) і перетворює звичайну доменну піч у високотемпературну шахтну піч (ВШП). 

## Досвід США
У США фірмою «Андко-Торрекс» протягом 6 років експлуатувалася піч на основі доменної печі.
Продуктивність печі була 2,8 т. ТПВ на годину (24000 т / рік). Її екологічні показники відповідали вимогам санітарних норм усіх країн, згодом аналогічні (але більш високою продуктивністю) сміттєспалювальні установки (ПСУ) були побудовані і в інших країнах, проте великі коливання кількості негорючих компонентів перероблюваних відходів та відсутність належного контролю за роботою печей призвели до передчасного виходу їх з ладу.
Аналіз результатів роботи цих печей показав, що для їх нормальної роботи при надмірно великих коливаннях вмісту горючих компонентів потрібно додавати в шихту 50-100 кг вугілля (можна з низькосортного) на тонну перероблюваних відходів. Тим більше що це вугілля витрачався б не на спалювання відходів (в них в середньому і так буває достатньо горючих компонентів), а для газифікації шихти, що саме по собі економічно вигідно.
Крім того необхідно було вводити в шихту невелику кількість вапняку. Це зробило б шлаки більш легкоплавкими і менш в'язкими, що також сприяло б стабілізації роботи печей при хороших екологічних і економічних показниках.
Розроблена для металургії високотемпературна шахтна піч дає можливість організовувати безвідходну переробку побутових відходів без попереднього сортування і пакетування в товарну продукцію з високою екологічною та економічною ефективністю. Крім того можна переробляти і відходи, знищення яких в даний час вимагає великих витрат.